# Кэтлин Мавурнин
«Кэтлин Мавурнин» (англ. Kathleen Mavourneen) — американский короткометражный фильм в жанре вестерн Эдвина Портера.

## Сюжет
Богатый арендодатель Клирфилд домогается Кэтлин, запугивает её и её отца, но местные жители становятся на их защиту. Клирфилд с сообщниками силой увозит Кэтлин из дома. Влюбленный в Кэтлин молодой человек хитростью пробирается в логово похитителей и расправляется с ними. Фильм заканчивается свадьбой Кэтлин и её спасителя.

## Факты
- «Kathleen Mavourneen[англ.]» («Моя любимая Кэтлин») — популярная в США лирическая песня, написанная в 1837 году Фредериком Кроучем на стихи миссис Кроуфорд.
- Под тем же названием были сняты немые фильмы в 1911, 1913 и 1919 году, и два звуковых — в 1930 и 1937 г.

## В ролях
| Актёр           | Роль             |
| --------------- | ---------------- |
| Китти О’Нил     | Кэтлин           |
| Уолтер Грисуолл | Терренс О'Мур    |
| Х.Л. Баскомб    | Капитан Клирфилд |
| В.Р. Флойд      | Дуган            |
| Е.М. Лесли      | Дэвид О'Коннор   |
| Н.Б. Кларк      | отец О'Кассиди   |
| Дж. МакДовалл   | Дэнни О'Леви     |
| Джек Клиффорд   |                  |
| Д.Р. Аллен      | Ред Барни        |